# SV Prussia-Samland Königsberg
Sportvereinigung Prussia-Samland Königsberg – niemiecki klub piłkarski z siedzibą w Królewcu (niem. Königsberg). Istniał w latach 1904–1945.

## Historia
Klub został założony w 1904 roku jako Fußball-Club Prussia Königsberg, a w 1908 roku połączył się ze Sportzirkel Samland Königsberg 1904, tworząc Sportvereinigung Prussia-Samland Königsberg. Pięć razy został mistrzem regionalnej ligi Baltenverband, czyli bałtyckiego związku piłki nożnej (1910, 1913, 1914, 1931, 1933). Jako lokalny mistrz rozgrywek kwalifikował się wówczas do Mistrzostw Niemiec, w których najlepszym osiągnięciem był ćwierćfinał w latach 1913 oraz 1914.
W 1933 roku klub wszedł w skład nowo utworzonej Gauligi (grupa Ostpreußen), będącej wówczas najwyższą ligą i spędził w niej 11 sezonów, czyli cały okres funkcjonowania tej ligi. Trzy razy wygrał rozgrywki w swojej grupie (1935, 1936, 1938), jednak za każdym razem przegrywał później mecze finałowe, ostatecznie ani razu nie zostając mistrzem Gauligi Ostpreußen. Dwa razy został natomiast jej wicemistrzem (1935, 1936).
W 1945 roku w wyniku przyłączenia Królewca do ZSRR, klub został rozwiązany.

## Występy w Gaulidze
| Liga                                        | Sezon     | Pozycja |
| ------------------------------------------- | --------- | ------- |
| Gauliga Ostpreußen Gruppe I                 | 1933/1934 | 3.      |
| Gauliga Ostpreußen Gruppe I                 | 1934/1935 | 1.      |
| Gauliga Ostpreußen Bezirksklasse Königsberg | 1935/1936 | 1.      |
| Gauliga Ostpreußen Bezirksklasse Königsberg | 1936/1937 | 3.      |
| Gauliga Ostpreußen Bezirksklasse Königsberg | 1937/1938 | 1.      |
| Gauliga Ostpreußen                          | 1938/1939 | 8.      |
| Gauliga Ostpreußen                          | 1939/1940 | 4.      |
| Gauliga Ostpreußen                          | 1940/1941 | 4.      |
| Gauliga Ostpreußen                          | 1941/1942 | 3.      |
| Gauliga Ostpreußen                          | 1942/1943 | 2.      |
| Gauliga Ostpreußen                          | 1943/1944 | 6.      |